# 伊拉克利翁考古学博物馆
伊拉克利翁考古学博物馆（希臘語：Αρχαιολογικό Μουσείο Ηρακλείου，英語：Heraklion Archaeological Museum），为希腊克里特島伊拉克利翁市的一个博物馆。该博物馆可上溯到1883年。二战时，该馆遭受损坏，1952年重新开放。馆藏展品涵盖克里特岛各个历史时期，上至新石器时期，下至罗马帝国时期。时间跨度达5500年。博物馆主要展出米诺斯文明有关的藏品，是世界最重要的米诺斯文明博物馆。

## 著名藏品

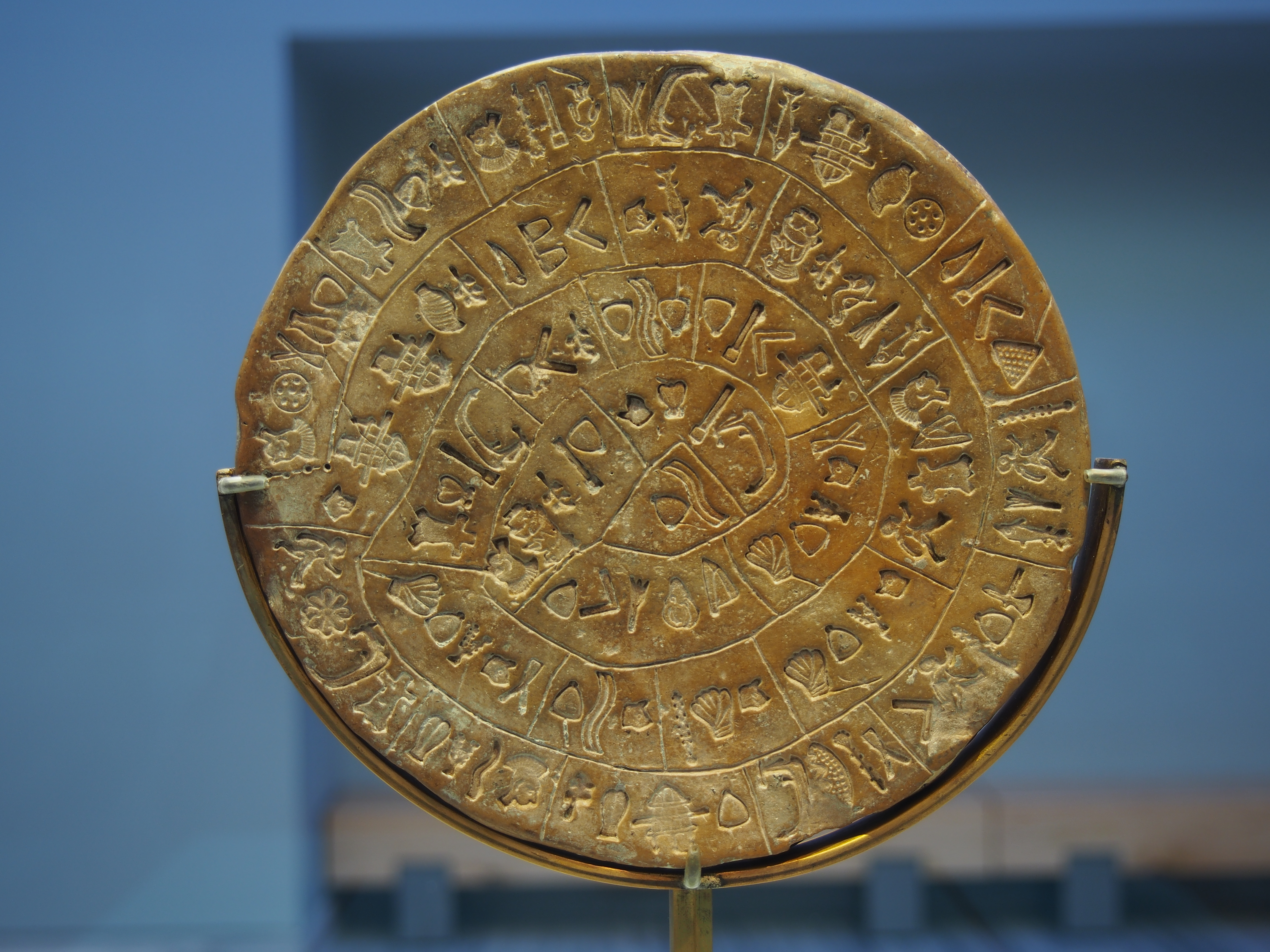
斐斯托斯圓盤，約2000BC
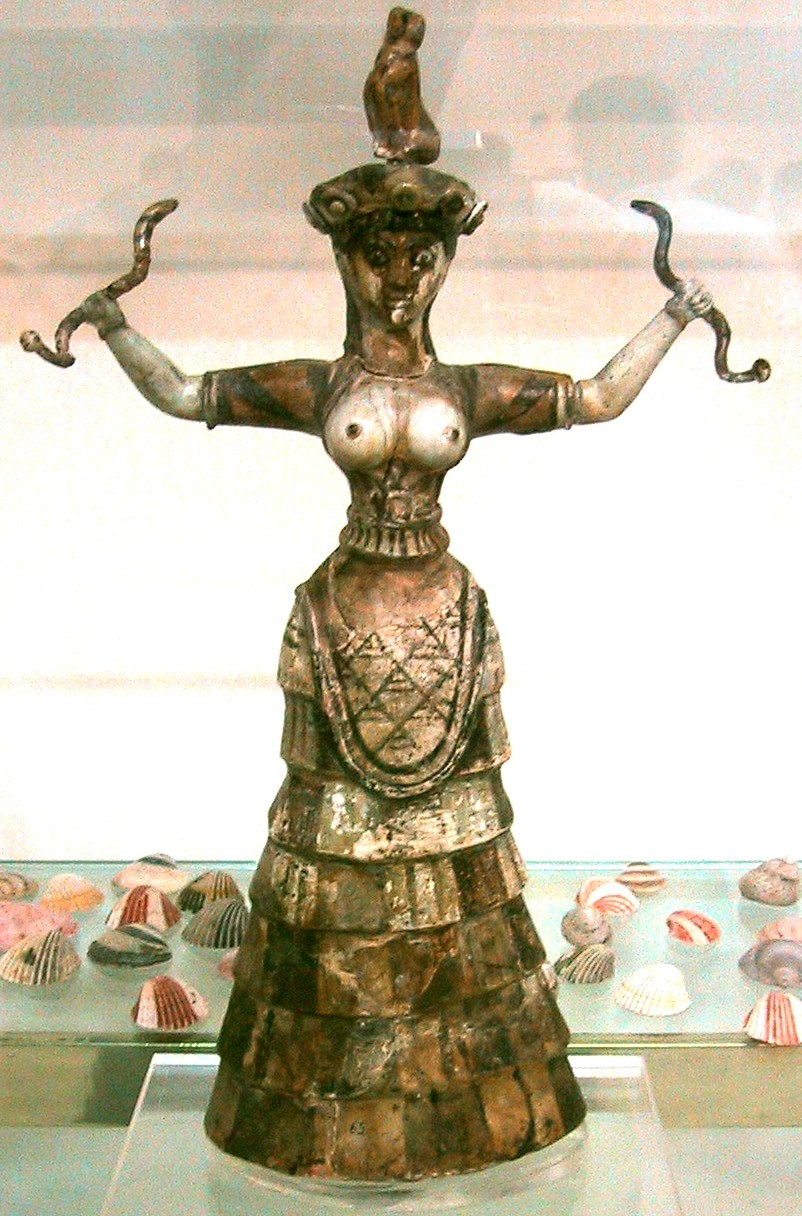
持蛇女神，1600BC
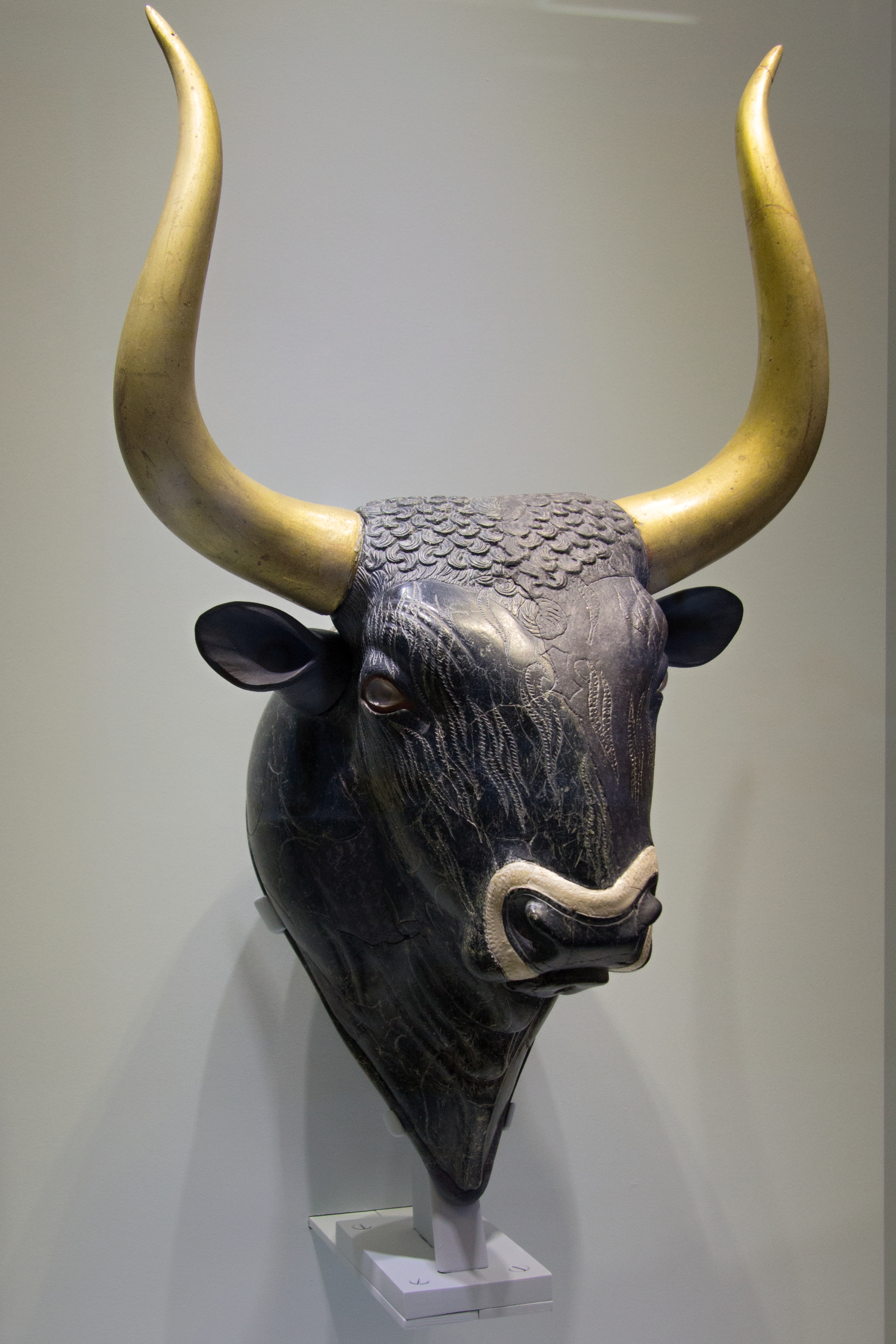
克諾索斯牛頭，約1600 - 1450BC
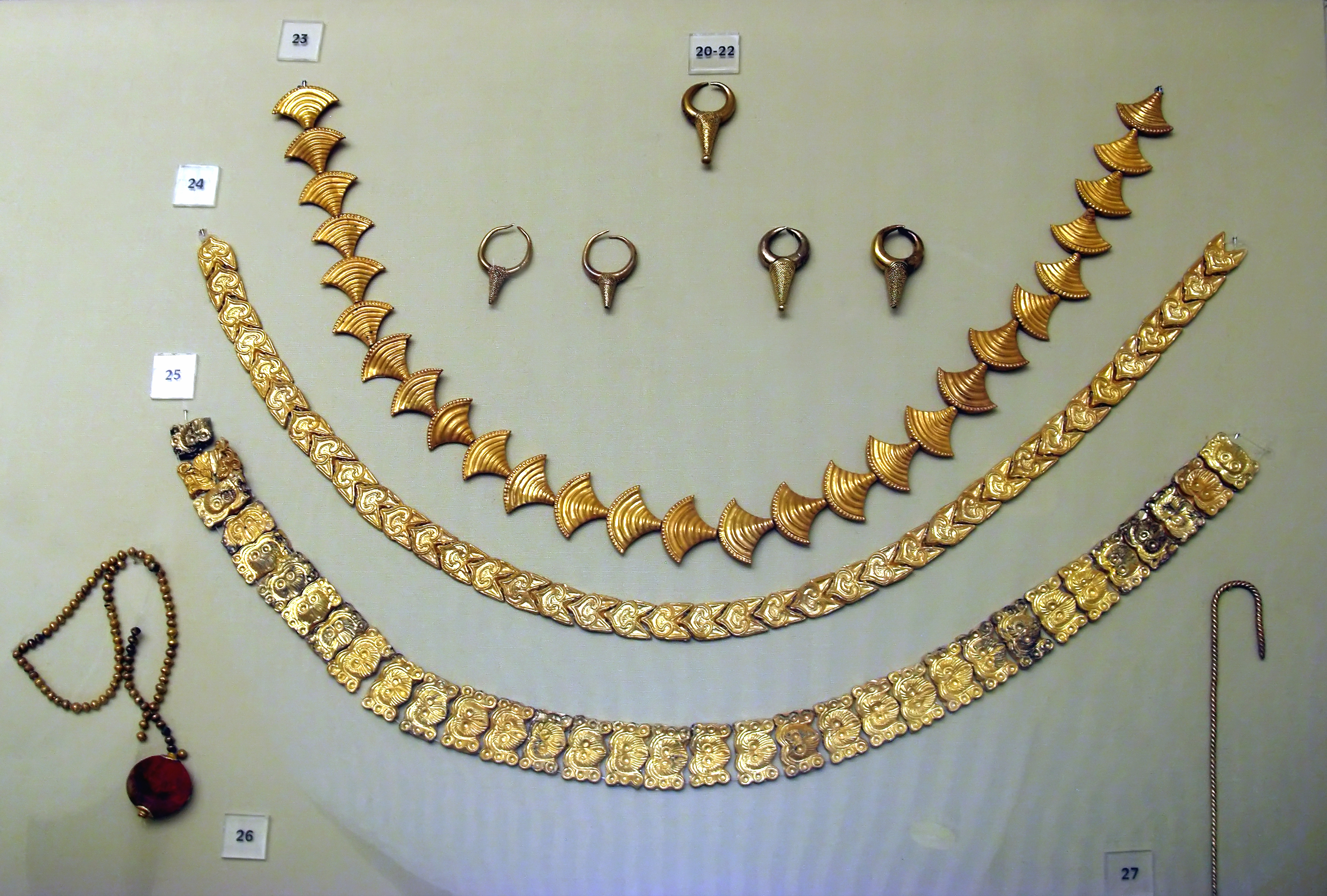
米諾斯文明珠寶
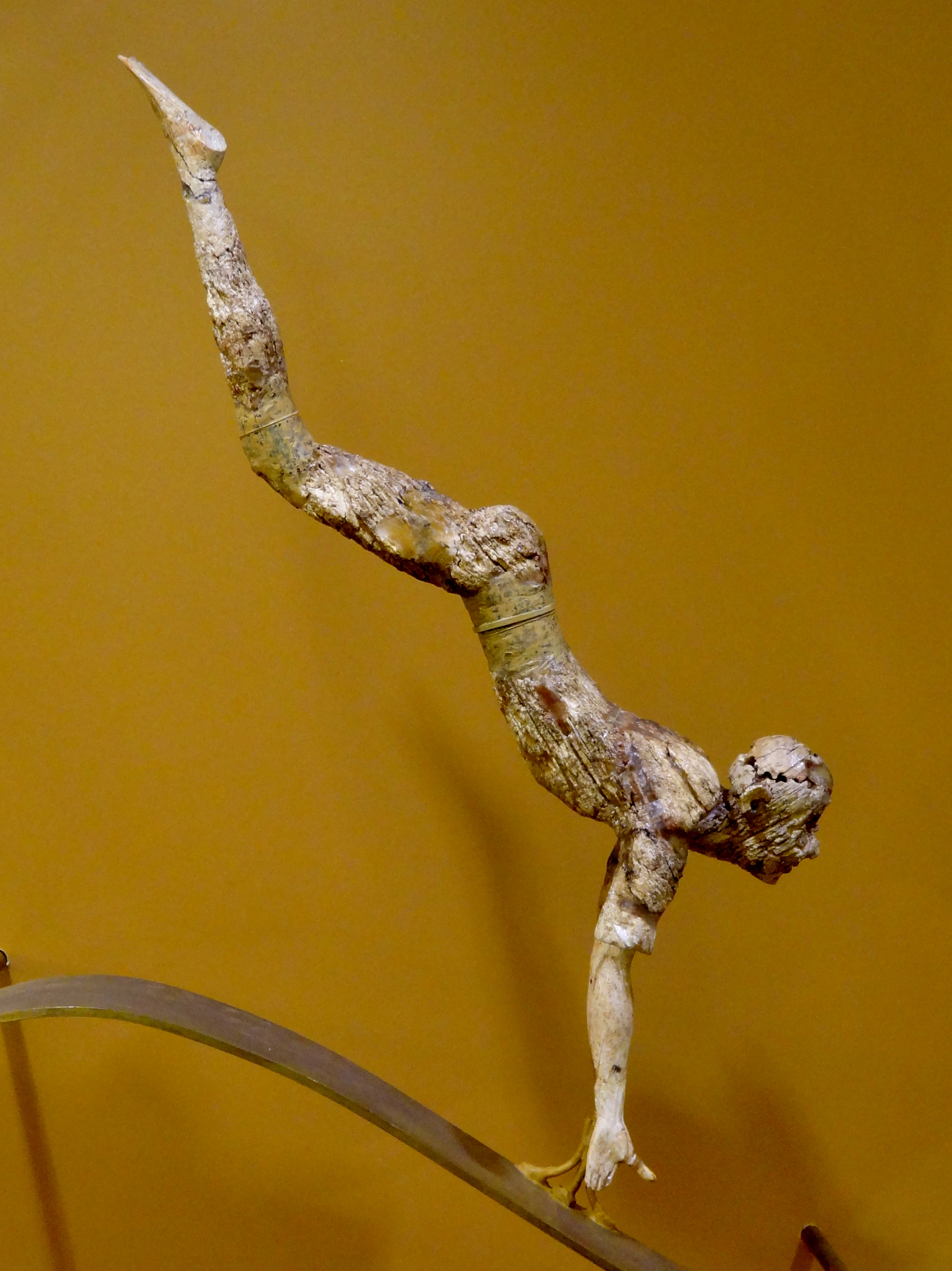
躍牛者，象牙雕塑，約1500BC
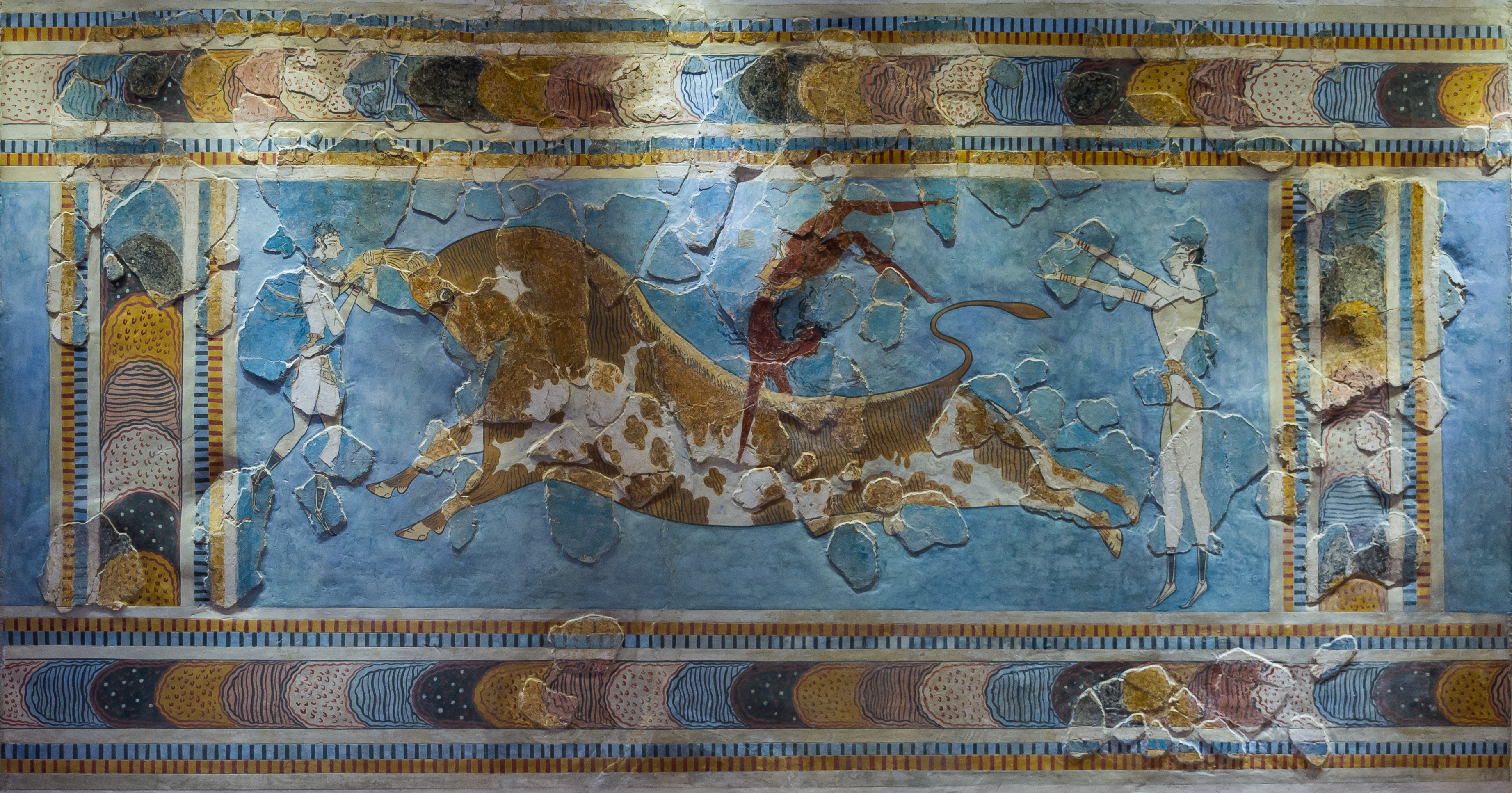
躍牛者壁畫，約1500BC
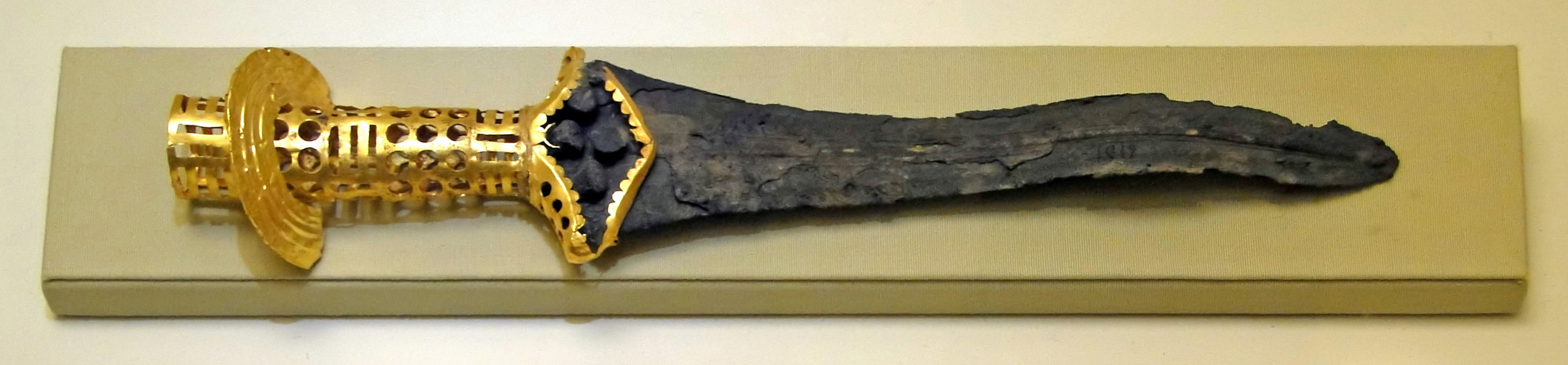
發掘自Malia的青銅短劍
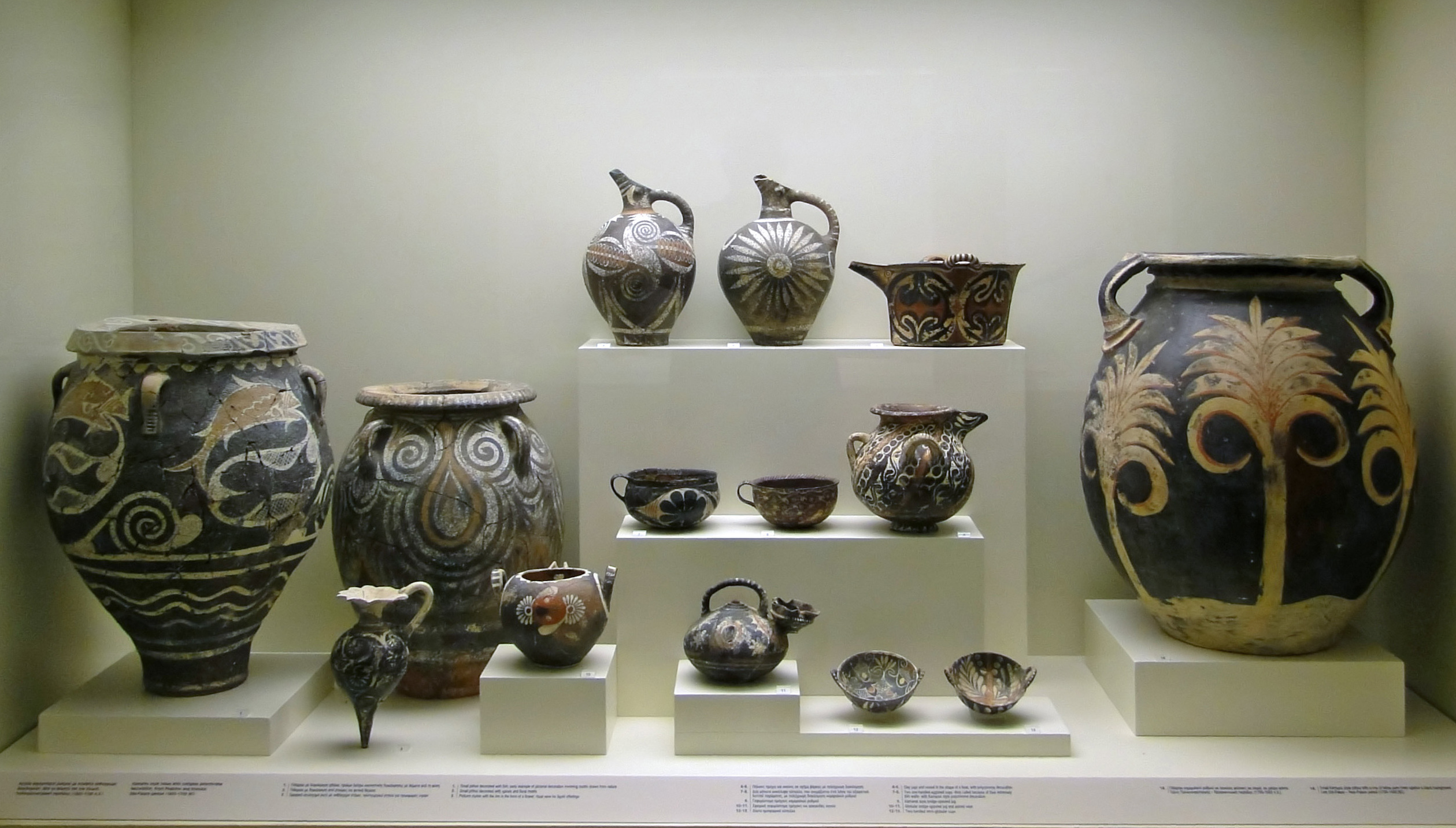
克諾索斯和斐斯托斯陶器
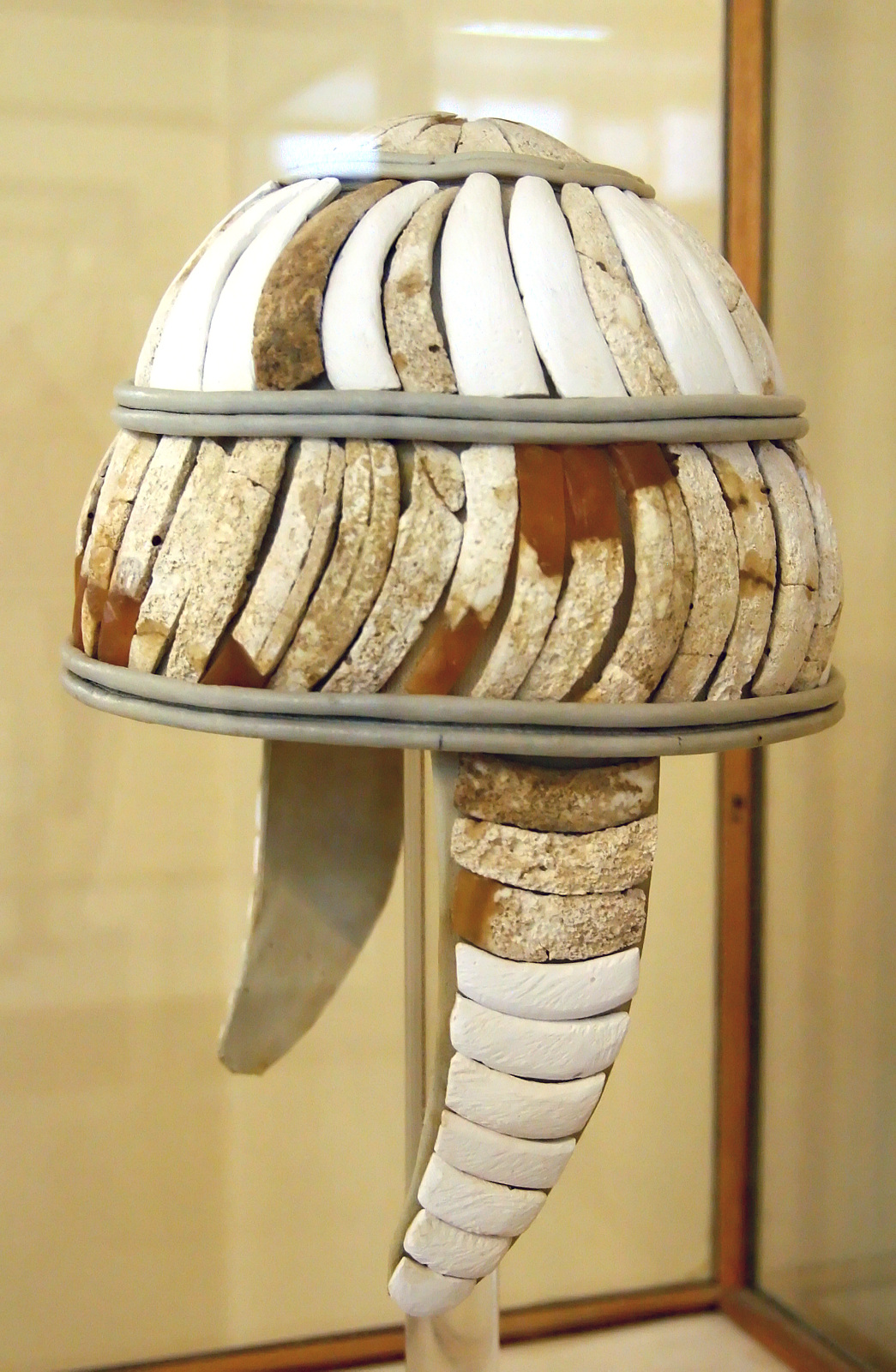
野豬獠牙頭盔
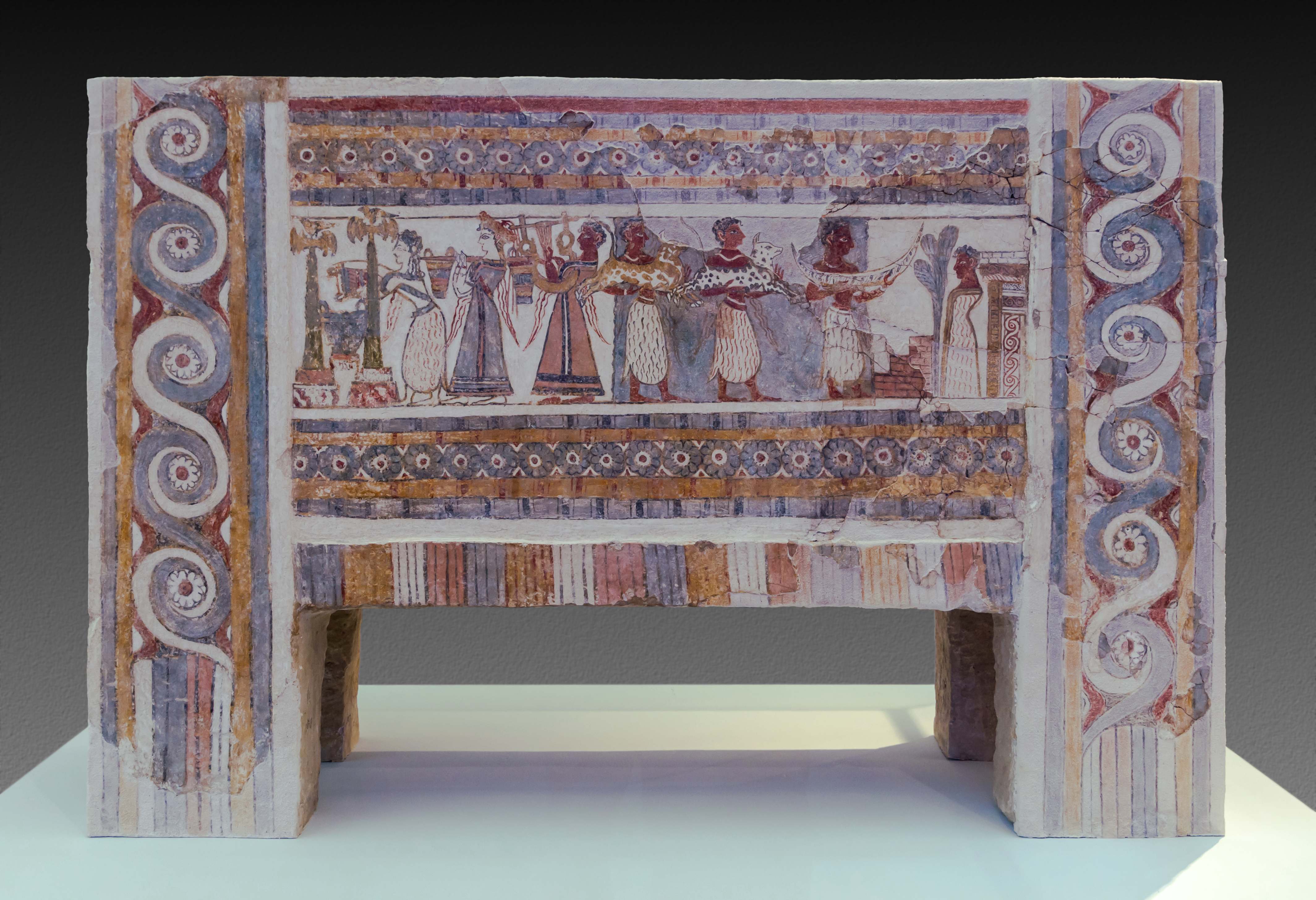
晚期米諾斯石棺